# 983
Раннє Середньовіччя  •  Епоха вікінгів  •  Золота доба ісламу  •  Реконкіста

## Геополітична ситуація
Візантію очолює Василій II Болгаробійця. Малолітній Оттон III є формальним правителем Священній Римській імперії.
Західним Франкським королівством править, принаймні формально, Лотар.
Апеннінський півострів розділений між численними державами: північ належить Священній Римській імперії,  середню частину займає Папська область, на південь від Римської області  лежать невеликі незалежні герцогства, деякі області на півночі та на півдні належать Візантії, інші окупували сарацини. Південь Піренейського півострова займає Кордовський халіфат на чолі з Хішамом II. Північну частину півострова займають королівство Астурія і королівство Галісія та королівство Леон, де править Раміро III.
Королівство Англія очолює Етельред Нерозумний.
У Київській Русі триває правління Володимира. У Польщі править Мешко I.  Перше Болгарське царство частково захоплене Візантією, в іншій частині править цар Самуїл. У Хорватії править король Степан Држислав.  Великим князем мадярів є Геза.
Аббасидський халіфат очолює ат-Таї, в Єгипті владу утримують Фатіміди, в Середній Азії — Саманіди, починається становлення держави Газневідів. У Китаї продовжується правління династії Сун. Значними державами Індії є Пала, Пратіхара, Чола. В Японії триває період Хей'ан.

## Події
- Київський князь Володимир здійснив успішний похід проти ятвягів.
- Після смерті імператора Священної Римської імперії Оттона II Рудого його землі успадкував  трирічний син Оттон III при регентстві матері, візантійської принцеси Феофано. Його буде освячено імператором тільки 996 року.
- Спалахнуло повстання в Лужиці. Полабські слов'яни здобули незалежність.
- Данці відбили у німців Шлезвіг.
- Святий Войцех став празьким єпископом.
- Розпочався понтифікат Івана XIV.